# دارين كينتون
دارين كينتون (بالإنجليزية: Darren Kenton) هو لاعب كرة قدم بريطاني، ولد في 13 سبتمبر 1978 في واندزوورث في المملكة المتحدة. لعب مع ليدز يونايتد وليستر سيتي ونادي ساوثهامبتون ونورويتش سيتي.

## وصلات خارجية
- دارين كينتون على موقع قاعدة بيانات كرة القدم.إي يو (الإنجليزية)
- دارين كينتون على موقع Soccerbase.com (لاعب) (الإنجليزية)
- دارين كينتون على موقع عالم كرة القدم.نت (الإنجليزية)